# Rendo (Sabugal)
Rendo es una freguesia portuguesa del concelho de Sabugal, con 22,40 km² de superficie y 342 habitantes (2001). Su densidad de población es de 15,3 hab/km².